# Julus colchicus
Julus colchicus är en mångfotingart som beskrevs av Hans Lohmander 1936. Julus colchicus ingår i släktet Julus och familjen kejsardubbelfotingar. Inga underarter finns listade i Catalogue of Life.